# Bei Nacht
Bei Nacht ist ein Lied des deutschen Rappers Bushido. Der Song ist die erste Singleauskopplung seines ersten Soloalbums Vom Bordstein bis zur Skyline und wurde am 26. Mai 2003 veröffentlicht.

## Inhalt
Bei Nacht ist den Genres Gangsta-Rap und Battle-Rap zuzuordnen. Dabei greift Bushido überwiegend namentlich-nichtgenannte Gegner mit zahlreichen Beleidigungen und Gewaltandrohungen an, wogegen er sich, seine Musik und seine Stadt Berlin positiv darstellt. Der einzige Rapper, den er persönlich angreift, ist Torch. Laut Bushido schrieb er den größten Teil des Textes auf der Fahrt mit Bus und Bahn durch Berlin.

„Wer ist so fit wie ich? Wer ist mein Feind?

Ich bin der, der dich fickt, wenn die Sonne nicht mehr scheint

Du kannst schreien so laut du kannst, du gehst knock out

Du bleibst doch nur ’ne Frau mit Schwanz, die sich nichts traut“

## Produktion
Der Song wurde von Bushido selbst, in Zusammenarbeit mit dem Musikproduzenten DJ Ilan, produziert. Dabei nutzten sie ein Sample, das Bushido von seinem Bekannten Bommer erhalten hatte.

## Musikvideo
Zu Bei Nacht wurde ein Splitvideo, zusammen mit dem Song Electrofaust, veröffentlicht. Bei dem Musikvideo führte Specter, Mitbegründer von Aggro Berlin, Regie. Das Video ist größtenteils in Schwarz-weiß gehalten und wurde in Berlin als 8-mm-Film mit einer Mini-Digital-Video-Kamera gedreht.
Zu Beginn des Videos ist zunächst der Song Electrofaust zu hören, während Bushido, umgeben von zahlreichen Männern, durch Berlin-Schöneberg läuft und den Song aggressiv in die Kamera rappt. Unter den Personen im Hintergrund befinden sich auch die Rapper Fler und MC Bogy. Dazwischen werden weitere Leute sowie die Hochhäuser des Schöneberger-Wohnblocks Pallasseum gezeigt. Anschließend beginnt das Lied Bei Nacht und auch das Video spielt nun nachts. Bushido fährt in einem Auto durch die Stadt und rappt aus dem Fenster heraus. Weitere Szenen zeigen ihn an verschiedenen Orten in Berlin, in einer Tiefgarage sowie im Aufnahmestudio, wobei Fler meist an seiner Seite ist. Am Ende ist Bushido mit zahlreichen Männern vor einem Graffito des Berliner Graffiti-Künstlers Maxim zu sehen.

## Single

### Covergestaltung
Das Singlecover ist schwarz-weiß gehalten und zeigt Bushido, der ein weißes Basecap, eine Kette und ein weißes T-Shirt trägt, auf dem sich sein B-Logo in Schwarz befindet. Er sieht mit ernstem Blick auf den Betrachter herab. Im Vordergrund stehen der grüne Schriftzug Bushido und kleiner darunter Bei Nacht. Links oben befindet sich nochmal Bushidos B-Logo und rechts unten das Logo von Aggro Berlin in Grün. Im Hintergrund ist eine graue Wand zu sehen.

### Titelliste
1. Bei Nacht (Original) – 3:23
2. Bei Nacht (Clean) – 3:23
3. Zukunft (feat. Fler) – 3:49
4. Heavy Metal Payback (feat. Fler) – 4:33
5. Bei Nacht (Remix) – 3:49

## Rezeption und Wirkung
Bei Nacht erreichte keine Chartplatzierung in den deutschen Singlecharts. Jedoch gelten der Stil des Liedes und insbesondere auch des zu diesem gedrehten Musikvideos als stilprägend für die Entwicklung des deutschen Hip-Hops der 2000er-Jahre sowie für Bushidos Karriere.
Im Jahr 2017 wurde Bei Nacht sowohl im Rahmen des Red-Bull-Formats #Deutschrap25, wie auch vom Hip-Hop-Magazin Juice in einem Rückblick auf mehrere Jahrzehnte Deutschrap-Geschichte nachträglich zum wichtigsten Lied des Genres aus dem Jahr 2003 gekürt. MZEE stufte Bei Nacht 2020 ebenso als relevantestes Lied des Jahres 2003 ein. Das Online-Magazin Hiphop.de listete Bei Nacht 2015 als eines der zehn prägendsten Lieder aus Bushidos Karriere auf.
Easydoesit, eine Berliner Kreativagentur, die Musikvideos für Künstler, wie Haftbefehl, Marteria, SXTN, Olexesh und Robin Schulz, drehte, benannte 2015 das Musikvideo zu Bei Nacht als eine prägende Inspiration für ihren Stil. Die Musikvideo-Regisseure The Factory, die mehrere Videos für Haftbefehl, Kollegah und Genetikk drehten, gaben 2014 Bei Nacht als eines der zwei besten Musikvideos der Geschichte des deutschen Raps an.
Teile von Bei Nacht waren mehrfach Gegenstand von Zitaten in anderen Liedern Bushidos und weiterer Künstler. Bushido selbst zitierte die Textzeile „Du machst nichts, was ich nicht schon gestern gut gemacht hab.“ aus Bei Nacht in seiner 2005 veröffentlichten Single Endgegner sowie dem 2019 auf Carlo Cokxxx Nutten 4 veröffentlichten Lied Okzident. Derselbe Liedteil wird in dem 2013 von Shindy, gemeinsam mit Bushido und Haftbefehl, veröffentlichten Lied Stress mit Grund gesampelt. Der Rapper Juse Ju zitiert die Textzeile „Komm nach Schöneberg und zeig mir deinen Scheißtext.“ in seinem 2019 veröffentlichtem Lied Das Leben ist schön. Bushido selbst greift dieselbe Textzeile in seinen Liedern Gemein wie 100 sowie Weißt du? aus den Jahren 2004 bzw. 2006 erneut auf. Die Formulierung „Schreib den Text im Poloshirt“ wird von Fler im Intro seiner 2011 gemeinsam mit  MoTrip und Silla veröffentlichten Single Polosport Massenmord sowie von Jean im 2022 veröffentlichten Lied Deine besten Zehn und von Bushido selbst in den Liedern Alphatier und So lange aus den Jahren 2006 und 2017 aufgegriffen. Auch die Lieder Bei Tag von Juicy Gay aus dem Jahr 2015 sowie Grabrede von Julien Sewering aus dem Jahr 2017 enthalten jeweils Zitate aus Bei Nacht.
Der Rapper Alligatoah veröffentlichte 2006 auf dem Mixtape Schlaftabletten, Rotwein Teil I eine parodistische Coverversion von Bei Nacht mit dem Titel Am Tag.